# Клане във Васи
Клане във Васи (на френски: Massacre de Wassy) се снарича инцидент на 1 март 1562 г., с който започват Религиозните войни във Франция.

## Ход на военните действия
На връщане от провинциалното си имение към Париж водачът на католическата партия Франсоа дьо Гиз, заедно с голяма група рицари, минава през селцето Васи. Там вижда хугеноти (протестанти), извършващи неделно богослужение в църквата си и празнуващи януарския едикт (издаден от Шарл ІХ, с който за първи път на хугенотите се дава право, макар и ограничено, да изповядват свободно религията си). Цялата фамилия Гиз остро се противопоставя на едикта, което вероятно е причина за намалена търпимост по време на инцидента.
Неочаквано хугенотите разпознават херцога и започват да крещят към него и хората му. Те обаче са се събрали вътре в селището, което противоречи на едикта, при това се намират на неговата земя. В началото рицарите отвръщат с викове и заплахи, след което с извадени мечове се втурват сред неверниците. Ситуацията бързо излиза от контрол. За кратко време са убити няколко десетки хугеноти, между които жени и деца. Точната цифра остава неясна, различните източници дават между 23 и 60 убити и около 140 ранени от общо 500 – 600 души.
Събитието бързо се разчува и хугенотите по цяла Франция са възмутени. Те се въоръжават и организират армии за защита на правата си. Гиз обаче не смята да се извинява, а заявява, че когато влезе в столицата, там също ще избие всички хугеноти. Регентката-майка Катерина Медичи се старае да остане неутрална, но в този случай настоява пред водача на хугенотите принц Конде да напусне Париж. Той бързо събира армия и превзема редица крепости по течението на Лоара (включително Орлеан), с което откъсва Париж и околностите му от Южна Франция. С тези събития се поставя началото на първата религиозна война. Тя ще бъде последвана от още осем, което ще опустоши Франция и ще я изправи пред опасността от разпадане.